# Gustav Heerbrandt

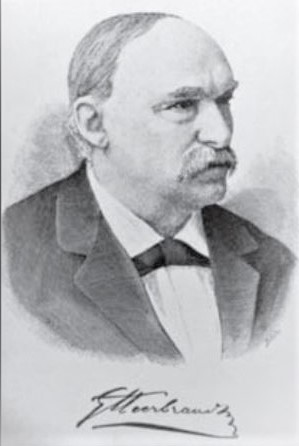
Porträtfotografie (vor 1896)

Gustav Ferdinand Heerbrandt (* 14. März 1819 in Reutlingen; † 26. Mai 1896 in New York) war ein deutsch-amerikanischer Unternehmer und Zeitungsherausgeber.

## Leben

### Familie
Gustav Heerbrandt wurde im Frühjahr 1819 als Sohn des Reutlinger Buchdruckers Albrecht Gottlob Heerbrandt und dessen Ehefrau Marie Magdalena (geb. Lorenz) geboren. Am 27. August 1843 heiratete er die Ulmerin Karoline Katharina Stahl (1822–1899), eine Tochter des dort ansässigen Apothekers Johann Gottlieb Stahl, und ließ sich in der Folge für einige Jahre in Ulm nieder. Aus seiner Ehe gingen zwischen 1844 und 1848 zwei Töchter und zwei Söhne hervor.

### Werdegang

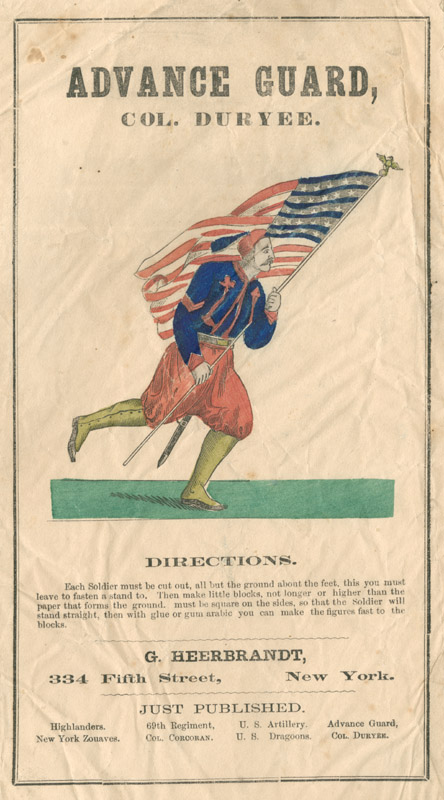
Advance Guard, Druck G. Heerbrandt, ca. 1863

Nach seiner Heirat übernahm Heerbrandt in Ulm von 1843 bis 1846 den Stettin’schen Verlag (siehe auch August Lebrecht Stettin), bevor er seine Wirkungsstätte in seine Geburtsstadt Reutlingen verlegte und dort den Verlag und die Herausgabe des Amtsblatts übernahm; zudem war er Redakteur der Bürgerzeitung.
Nach seiner Festnahme am 2. Juli 1849 und der Verbüßung einer Haftstrafe ging er 1850 nach New York ins Exil und begann dort, sich eine neue Existenz aufzubauen. Im September 1860 nahm er die US-amerikanische Staatsbürgerschaft an. Ab 1867 gab er die Schwäbische Wochenschau in New York heraus.
In der Folge des Gründerkrachs verlor Heerbrandt 1873 einen großen Teil seines bis dahin erworbenen Vermögens und begann erneut eine Buchdruckerei aufzubauen; er druckte unter anderem für die US-Armee. Mithilfe von Freunden gründete er das New-Yorker Schwäbische Wochenblatt, das am 15. Februar 1876 erstmalig erschien und das er dann bis zu seinem Tod leitete; nebenbei betrieb er noch Verlags- und weitere Geschäfte.

### Politisches, gesellschaftliches und berufliches Wirken
Das Präsidium der Regierung von Schwaben und Neuburg beschwerte und beklagte sich 1844 über die Verbreitung der von der Stettin’schen Buchhandlung in Ulm veröffentlichten Schmähschrift Lobgesänge auf König Ludwig, verbot diese Druckschrift und bewirkte eine Bestrafung Heerbrandts wegen „Pressevergehens“. Es erfolgte eine fünfmonatige Festungshaft, die durch den bayerischen König auf sechs Wochen Haft reduziert wurde.
In Reutlingen war Heerbrandt Initiator und Mitgründer von drei Vereinen: 1846 wurde der Leseverein junger Leute gegründet, im selben Jahr die Turngemeinde (heute Reutlinger Turn- und Sportgesellschaft), die 1847 mit der bestehenden Turngesellschaft zusammengeführt wurde und im Oktober 1847 der Feuer-, Lösch- und Rettungsverein „Pompier-Corps“ (heute Reutlinger Freiwillige Feuerwehr). Zur Gründung des Feuerlöschvereins kam es an dem Tag, als der Leseverein gerade tagte und die Viklin’sche Färberei am damaligen Hundsgraben, der heutigen Seestraße, in Flammen aufging und der Leseverein geschlossen half, das Feuer zu löschen.
Die Kommunalbehörden vermuteten in seinen Gründungsbestrebungen politische Ziele, ... den jungen Mitgliedern (...) Grundsätze beizubringen (...) welche geeignet sind, sie in politischer Hinsicht zu corrumpieren; den Mitgliedern seiner Vereine Ideen und Grundsätze beizubringen, die geeignet sein möchten, sie in politischer Beziehung zu verderben.
1847 setzte Heerbrandt sich für eine Ehrung des 1846 verstorbenen Wirtschaftstheoretikers Friedrich List ein.
1848 beteiligte er sich am Märzsturm (siehe auch Reutlingen#Märzrevolution und Industrialisierung), indem er das Kriegsministerium darstellte und Soldaten beeinflusste; hierdurch vernichtete er seine bürgerliche Existenz. Er verbüßte 1849 eine siebenmonatige Haftstrafe in der Festung Hohenasperg und wurde nur unter der Bedingung begnadigt, dass er versicherte, nach Amerika auszuwandern.
Im März 1850 wurde er wegen einer Ehrenkränkung noch zu einer dreimonatigen Haft- und Geldstrafe verurteilt.
Sein New-Yorker Schwäbisches Wochenblatt bildete einen Mittelpunkt für die in den Vereinigten Staaten von Nordamerika lebenden Schwaben, weil er in seinem Blatt einen urwüchsigen Ton verwendete, der der Zeitung zu einer großen Popularität verhalf.
Um die schwäbische Volksliteratur in Amerika zu verbreiten, veranstaltete er Abende mit schwäbischer Dichtung und gab verschiedene Ausgaben schwäbischer Dialektdichtungen, besonders mit Werken von Carl Borromäus Weitzmann und Johannes Nefflen, der ebenfalls in die Vereinigten Staaten emigriert war, heraus.
Heerbrandt verfasste mundartliche Verse, übertrug hochdeutsche Gedichte in die schwäbische Volkssprache und gab heimatlichen Schwänken und Anekdoten eine schriftstellerische Fassung.
Gustav Heerbrandt starb am 26. Mai 1896 im Alter von 77 Jahren in Manhattan, New York.

## Gedenken
Am 28. März 2009 beantragte die SPD-Fraktion im Gemeinderat Reutlingen, eine Straße und die neue Sporthalle in Storlach nach Gustav Heerbrandt zu benennen; dem Antrag wurde allerdings nicht gefolgt.

## Schriften (Auswahl)
- Wieland, der wackere Schmied. 1850.
- Hannes in Amerika. 1873 (Digitalisat)
- Das Lob der Schwaben. 1874.
- Schnitz und Zwetschgen: Eine Leibspeise für lustige Leute und solche, welche das lachen verlernt haben. New York, 1883.
- Gedichte in schwäbischer Mundart. 1892.
- Schwäbischer Leierkasten: Eine Sammlung komischer Gedichte in schwäbischer Mundart. New York; Reutlingen, 1893.
- Illustrirter Führer durch New York. 1893.
- Der lustige Schwoab. 1895.